# Otair Nicoletti
Otair Nicoletti (Fernandópolis, 6 de abril de 1962) é um prelado brasileiro da Igreja Católica Apostólica Romana, atual bispo da Diocese de Coxim.

## Biografia
Nascido em 6 de abril de 1962, em Fernandópolis (SP), fez licenciatura em Filosofia nas Faculdades Unidas Católicas de Mato Grosso (FUCMT) e possui bacharelado em Teologia pelo Instituto Teológico João Paulo II (ITEO) e pela UniCesumar de Maringá (PR). Sua ordenação presbiteral se deu no dia 18 de junho de 1994.
Entre suas funções, já exerceu as de vigário paroquial da Paróquia São Paulo Apóstolo em Ivinhema (MS), em 1994; pároco na Paróquia Divino Espírito Santo, em Ponta Porã (MS), em 1995; reitor do Seminário Sagrado Coração de Jesus, em Dourados (MS), em 1996.
Também foi membro do conselho diocesano de Assuntos Econômicos da diocese de Dourados, no episcopado de dom Redovino Rizzardo, em 2002; de 2003 a 2017, foi cofundador, presidente por dois mandatos e membro atuante da Cáritas de Dourados. Desde 2015 até 2022, foi assessor diocesano das Campanhas: Fraternidade, Missionária e Evangelização.
Em 2016, tornou-se novamente membro do Conselho Diocesano de Assuntos Econômicos da diocese. Em 2017 passou a ser exorcista diocesano. Em 2021, assumiu o posto de diretor espiritual diocesano da Legião de Maria. E, neste ano, assumiu a função de coordenador diocesano do Serviço de Animação Vocacional.
Em 19 de outubro de 2022 o Papa Francisco o nomeou Bispo da Diocese de Coxim. Foi consagrado em 10 de dezembro do mesmo ano, na Catedral Nossa Senhora da Imaculada Conceição de Dourados, por Dom Antonino Migliore, seu antecessor, coadjuvado por Dom Dimas Lara Barbosa, arcebispo de Campo Grande e por Dom Henrique Aparecido de Lima, C.Ss.R., bispo de Dourados.

## Brasão episcopal
Brasonamento
Escudo com francês esmaltado em blau (azul). Como ponto de honra, há dezoito faixas ondulada e levemente curvadas para cima, esmaltadas em argento (prata). Na ponta há um barco esmaltado em sépia (marrom), dentro dele há os remos, sendo visível apenas parte deles; a base do barco está "por baixo" da 5ª (quinta) faixa ondulada, sendo visível da sexta (6ª) à décima (10) faixa ondulada. No horizonte vê-se um sol nascente esmaltado em ouro, com sete raios visíveis um pouco distantes entre si.
Em chefe vê-se à destra um livro de capa preta aberto com listras que simulam letras impressas em colunas, com uma vela acesa de ouro com a chama em goles (vermelho); já à sinistra vê-se um Agnus Dei de sua cor, com uma auréola do mesmo, e duas pequenas quedas paralelas de sangue em goles que saem de seu lado. Acima do escudo consta um saturno (chapéu episcopal) em sinople (verde) forrado de goles, do qual pende de cada lado uma corda que sustenta 6 borlas de cada lado, dispostas em 1-2-3, da mesma cor. O escudo repousa sobre uma cruz latina simples em ouro. O saturno com as borlas e a cruz sobre a qual repousa o escudo, são elementos próprios da heráldica eclesiástica da Igreja Católica de Rito Romano para Bispos. Abaixo do escudo, está presente o listel em argento, no qual está inscrito o lema episcopal: "AVANCE PARA ÁGUAS MAIS PROFUNDAS" (cf. Lc 5,4), grafado em negro.
Justificação representativa
O escudo em forma de cálice e na cor predominante azul, próprio do manto mariano que reflete o amor do bispo à Mãe de Deus. Está ligado ao "Sacrificio", isto é, ao cálice da paixão de Jesus, da qual faz memória da Ceia ou "fração do Pão".
O barco, imagem da Igreja que navega sobre as águas. Símbolo de nossa incapacidade, que se torna a "cátedra" de Jesus, o púlpito de onde proclama a Palavra. O barco em direção ao mar, significa a comunidade Deus em saída; a Igreja interpelada à missão, obedecendo ao mandato de Cristo: Ide. As águas lembram à vasta e imensa messe e a urgente necessidade de lançar as redes às águas mais profundas.
O Sol no horizonte representa Jesus que é a luz do mundo, o único que tem luz própria, que indica o caminho, a verdade e a vida. No apocalipse, a mulher, que é Maria está "revestida de sol", ou seja, revestida de Deus (cf. Ap 12,1). O sol por nascer todos dias, tornou-se a imagem da ressurreição e, de modo geral de cada novo começo. Jesus Eucarístico é o sol da igreja que dissipa as trevas do mundo. Os sete raios solares, são os 7 dons do Espírito Santo, invocados para o sustento da missão: "Vinde, Espírito Criador".
O livro da Sagrada Escritura aberto representa quem ensina, e, ao mesmo tempo, o conteúdo e o referencial para quem deseja fazer a vontade de Deus. Junto à Palavra de Deus, tem a vela acesa, a luz que guia os nossos passos e que ilumina a nossa mente no cumprimento da vontade divina. O bispo assume a sua tríplice missão: ensinar, santificar e guiar o povo de Deus.
A imagem do Cordeiro Imolado e de pé, ou seja, vivo - Jesus é o Cordeiro (cf. Jo 1,29) - que devido à sua candura e tolerância é símbolo da mansidão e pureza de coração, da obediência, docilidade, e de amor indefeso, que vai até o sacrificio de si. São qualidades necessárias para os que estão à serviço do acolhimento dos fiéis que procuram a pessoa do Bispo, como pastor da Igreja onde ele está.
O lema episcopal: "AVANCE PARA ÁGUAS MAIS PROFUNDAS" (cf. Lc 5,4), em latim "Duc in Altum" (Mar adentro), expressa o anseio do bispo de levar todo o povo de Deus a ele confiado, para as águas da Vida eterna. E na sinodalidade da Igreja, caminhar juntos, procurando novos meios e caminhos, para que o Evangelho seja anunciado. Avancemos para águas mais profundas em comunhão, pela participação, em missão. E como pastor, "caminhar com o nosso povo, por vezes à frente, por vezes no meio e outras atrás: à frente para guiar a comunidade; no meio, para animar e sustentar; atrás, para a manter unida, a fim de que ninguém se atrase demais". (Papa Francisco)